# 18 décembre 1971
Le samedi 18 décembre 1971 est le 352e jour de l'année 1971.

## Naissances
- Andrey Filatov, homme d'affaires russe
- Arantxa Sánchez Vicario, joueuse de tennis espagnole
- Baxter Dury, musicien britannique
- Bentinho, joueur de football brésilien
- Cécile Avezou, grimpeuse française
- Claudia Gerini, actrice italienne
- Damien Wayne, catcheur américain
- Jarosław Pijarowski, artiste expérimental, plasticien, poète, écrivain, performeur, musicien, compositeur, avant-gardiste polonais
- Joe Dziedzic, hockeyeur sur glace américain
- Lucy Deakins, actrice américaine
- Noriko Matsueda, compositrice japonaise
- Rosella Sensi, gestionnaire de sport en Italie
- Takahiro Shimotaira, footballeur japonais

## Décès
- Alexandre Trifonovitch Tvardovski (né le 21 juin 1910), poète et écrivain russe soviétique
- Bobby Jones (né le 17 mars 1902), golfeur américain
- Diana Lynn (née le 5 juillet 1926), actrice américaine
- Naotake Satō (né le 30 octobre 1882), homme politique japonais

## Événements
- Accords de Washington[1]. Le dollar est dévalué de 7,89 % par rapport aux principales devises occidentales.
- Réévaluation du yen de 16,9 % par rapport au dollar[2].